# Trường A-hàm
Trường A-hàm kinh (chữ Hán: 長阿含經; tiếng Phạn: Dīrgha Āgama) bản Hán văn gồm 22 quyển, do Phật-đà-da-xá (Buddhayaśas, người Kashmir, bắc Ấn Độ) và Trúc Phật Niệm (người Lương Châu, Cam Túc) dịch từ Phạn văn sang Hán văn vào đời Hậu Tần, vào khoảng năm Hoằng Thỷ thứ 15 (413 Tây lịch). Tập kinh này hiện được xếp trong Đại Chính Tân tu Đại tạng kinh (ĐTK/ĐCTT), tập 1, số 1, trang 1-149. Theo Tứ phần luật quyển 54, Ngũ phần luật quyển 30, Du-già sư địa luận quyển 85 v.v... thì kinh này tập hợp những bài pháp thoại dài của Đức Thế Tôn mà thành. Tát-bà-đa tỳ-ni tỳ-bà-sa (Sarvāstivāda vinaya vibhāṣā) quyển 1, cho rằng kinh này chuyên đả phá các ngoại đạo nên gọi là Trường A-hàm. Phân biệt công đức luận quyển 1, thì giải thích, trường là trình bày những sự việc xa xưa, trải qua nhiều kiếp. Đọc lại Trường A-hàm thì biết rằng đây đúng là những bài pháp thoại rất dài, trình bày nhiều vấn đề, nhiều ý nghĩa sâu xa, chứa đựng nhiều giáo lý căn bản...
Về sự truyền thừa của Trường A-hàm, theo Pháp hoa kinh Huyền tán quyển 1, Hoa nghiêm kinh Sớ sao Huyền tán quyển 8... thì bốn bộ A-hàm đều do Đại chúng bộ truyền. Nhưng Câu-xá luận Kê cổ quyển thượng, thì cho rằng Trường A-hàm do Hóa Địa bộ truyền. Theo các công trình nghiên cứu của các học giả Nhật Bản thời hiện đại, thì Trường A-hàm do Pháp Tạng bộ truyền. Thuyết này được nhiều công trình nghiên cứu của các học giả trên thế giới đồng thuận.
Trong Đại Chính tạng, từ số 2 đến 25 (gồm 57 quyển) là những bản Hán dịch lẻ tẻ (đơn bản) các kinh thuộc Trường A-hàm. Đây là những bản kinh thuộc nhiều bộ phái khác nhau, do đó nội dung chứa đựng ít nhiều dị biệt.
22 quyển Trường A-hàm có 30 kinh, chia thành bốn phần. Phần một có 4 kinh, nói về sự tích của chư Phật và các vấn đề liên quan. Phần hai có 15 kinh, trình bày các phương pháp, nguyên tắc tu tập và cương yếu giáo lý Phật thuyết. Phần ba có 10 kinh nói về các vấn nạn của ngoại đạo và những dị thuyết. Phần bốn có 01 kinh, chia thành 12 phẩm, nói về tướng trạng khởi nguyên của vũ trụ. Ba mươi Kinh gồm có:
- 1- Kinh Đại Bản Duyên
- 2- Kinh Du Hành
- 3- Kinh Điền Tôn
- 4- Kinh Xà-ni-sa
- 5- Kinh Tiểu Duyên
- 6- Kinh Chuyển Luân Vương Tu Hành
- 7- Kinh Tệ-tú
- 8- Kinh Tán-đà-na
- 9- Kinh Chúng Tập
- 10- Kinh Thập Thượng
- 11- Kinh Tăng Nhất
- 12- Kinh Tam Tụ
- 13- Kinh Đại Duyên phương tiện
- 14- Kinh Thích Đề-hoàn Nhân vấn
- 15- Kinh A-nâu-di
- 16- Kinh Thiện Sinh
- 17- Kinh Thanh Tịnh
- 18- Kinh Tự Hoan Hỉ
- 19- Kinh Đại Hội
- 20- Kinh A-ma-trú
- 21- Kinh Phạm võng
- 22- Kinh Chủng Đức
- 23- Kinh Cứu-la-đàn-đầu
- 24- Kinh Kiên Cố
- 25- Kinh Lõa hình phạm chí
- 26- Kinh Tam minh
- 27- Kinh Sa-môn-quả
- 28- Kinh Bố-tra-bà-lâu
- 29- Kinh Lộ-già
- 30- Kinh Thế Ký

Kinh Trường A-hàm được xếp tương đương với Kinh Trường Bộ (Dīgha-nikāya) thuộc hệ thống kinh tạng Pali. Kinh Trường bộ có 3 phẩm, tổng cộng 34 kinh, trong đó có 29 kinh tương đương với Trường A-hàm.